# شعب القادري (المخادر)

تعديل مصدري - تعديل

شعب القادري محلة تابعة لقرية العارضة القديمة، التابعة لعزلة السحول بمديرية المخادر إحدى مديريات محافظة إب في الجمهورية اليمنية، بلغ تعداد سكانها 562 حسب تعداد اليمن لعام 2004.